# Fred Below
Pour les articles homonymes, voir Below.
Fred Below (6 septembre 1926 - 13 août 1988) est un batteur de blues américain, surtout connu pour son travail dans les années 1950 avec Little Walter et le label Chess Records. Selon Tony Russell, Below est le créateur d'une grande partie de la structure rythmique du blues de Chicago, en particulier son backbeat. Fred Below est considéré par certains comme étant le meilleur batteur de blues de tous les temps. Il est le batteur sur la chanson Johnny B. Goode de Chuck Berry.

## Biographie
Frederick Below Jr. naît à Chicago et « grandi sans rien d'autre que la musique autour de lui » comme il le dit lui-même. Il étudie la musique et commence à jouer de la batterie à la DuSable High School et, vers l'âge de 14 ans, il forme un genre de jazz band avec deux de ses amis d'école, Johnny Griffin et Eugene Wright.
Jeune homme, Below sert deux fois dans l'armée américaine. La première fois entre 1945 et 1946, après avoir été enrôlé dans l'U.S. Army, où il sert dans l'infanterie, ce qui ne lui permet pas de jouer beaucoup de musique (« J'ai pratiqué sur des casques, des doublures de casque, des boîtes et des choses comme ça »).
En 1946, quand il est libéré de son service et rentre à Chicago, il fréquente une école de percussions réputée, la Roy C. Knapp School of Percussion, un établissement dont il sort diplômé en 1948 et dans lequel il reçoit une éducation musicale complète et approfondie.
Il commence sa carrière en accompagnant des musiciens de jazz tels que Gene Ammons ou Jack McDuff, avec qui il enregistre en 1947. Below réintègre l'armée en 1948, cette fois dans le cadre des services spéciaux, et il sert en Allemagne en tant que membre de l'orchestre de la 427e Armée. Après ce second service, il reste en Allemagne et joue dans une boîte de nuit, avant de retourner aux États-Unis en 1951.
De retour à Chicago, Below rejoint les Aces, un groupe de blues composé des frères guitaristes Louis et Dave Myers et du joueur d'harmonica Junior Wells. En 1952, Little Walter quitte le groupe de Muddy Waters pour poursuivre une carrière solo, Wells reprend son rôle d'harmoniciste auprès de Waters, et Little Walter recrute les Aces (c'est-à-dire les frères Myers et Below) pour l'accompagner. Sous le nom de « Little Walter and the Nightcats », ils deviennent l'un des meilleurs groupes de blues électrique de Chicago.
En 1955, Below quitte le groupe de Little Walter pour se concentrer sur le travail de musicien de session pour Chess Records. Cependant, il continue à jouer sur les disques de Little Walter. Il joue également sur des disques à succès pour Muddy Waters, Junior Wells, Chuck Berry, Bo Diddley, Jimmy Rogers, Elmore James, Etta James, Otis Rush, Howlin' Wolf, Eddie Boyd et bien d'autres. Il accompagne aussi The Moonglows, The Drifters, The Platters ou Dinah Washington.
Below travaille également avec Little Walter, le bassiste Willie Dixon et le guitariste Robert Lockwood Jr. sur le dernier single de John Brim pour Chess, I Would Hate to See You Go (1956).
Parmi ses œuvres les plus célèbres, il joue sur plusieurs enregistrements de Chuck Berry, dont les singles Roll Over Beethoven, Too Much Monkey Business, Brown Eyed Handsome Man en 1956, School Days, Rock and Roll Music (1957), Sweet Little Sixteen, Johnny B. Goode (1958), Almost Grown, Little Queenie, Memphis, Tennessee, Back in the U.S.A. (1959), Let It Rock (1960), ainsi que le calypso Havana Moon (1956) et les chansons Guitar Boogie (1957), Reelin' and Rockin' et Sweet Little Rock and Roller (1958).
En 1965 et 1966, Fred Below est invité à l'American Folk Blues Festival, et il rejoint les frères Myers pour une tournée en Europe en 1970.
Il meurt d'un cancer du foie le 13 août 1988 à Chicago, à l'âge de 61 ans.

## Discographie partielle

### Singles
| Artiste                 | Titre                           | Enregistrement     | Classement Pop US | Classement R&B |
| ----------------------- | ------------------------------- | ------------------ | ----------------- | -------------- |
| Muddy Waters            | I'm Your Hoochie Cooche Man     | 7 janvier 1954     |                   | 3              |
| Muddy Waters            | I Just Want to Make Love to You | 13 avril 1954      |                   | 4              |
| Muddy Waters            | I'm Ready                       | 1er septembre 1954 |                   | 4              |
| Junior Wells            | 'Bout the Break of Day          | 1954               |                   |                |
| Little Walter           | Mellow Down Easy                | 1954               |                   |                |
| Little Walter           | My Babe                         | 25 janvier 1955    |                   | 1              |
| Muddy Waters            | Mannish Boy                     | 24 mai 1955        |                   | 5              |
| Sonny Boy Williamson II | Don't Start Me Talkin'          | 12 août 1955       |                   |                |
| Willie Dixon            | Walkin' the Blues               | 1955               |                   | 6              |
| Chuck Berry             | School Days                     | 21 janvier 1957    | 5                 | 1              |
| Chuck Berry             | Sweet Little Sixteen            | 30 décembre 1957   | 2                 | 1              |
| Chuck Berry             | Johnny B. Goode                 | 6 janvier 1958     | 8                 | 2              |
| Howlin' Wolf            | Spoonful                        | juin 1960          |                   |                |
| Howlin' Wolf            | Back Door Man                   | juin 1960          |                   |                |
| Howlin' Wolf            | Wang Dang Doodle                | juin 1960          |                   |                |
| Junior Wells            | Messin' with the Kid            | 17 octobre 1960    |                   |                |

### Albums
Avec Roosevelt Sykes
- Feel Like Blowing My Horn (Delmark, 1970 [1973])

Avec Big Mama Thornton
- Big Mama Thornton In Europe (Arhoolie, 1965)

Avec Junior Wells
- Chicago/The Blues/Today! (Vanguard, 1966)

Avec Sonny Boy Williamson II
- The Real Folk Blues (Chess, 1947-64 [1966])

Avec Howlin' Wolf
- Live and Cookin' (Chess, 1972)